# L'Ironie du sort
L'Ironie du sort is een Franse film van Edouard Molinaro die werd uitgebracht in 1974.
Het scenario is gebaseerd op de gelijknamige roman (1961) van Paul Guimard die trouwens meeschreef aan het scenario. 

## Samenvatting
Nantes, 1943. Antoine Desvrières en Jean Rimbert zijn twee jonge verzetslui en goede vrienden. Beiden houden ze van hetzelfde meisje, Anne. Antoine moet op een avond Werner Von Rompsay, een Duitse officier van de Abwehr, neerschieten. Von Rompsay heeft documenten in handen die schade aan het plaatselijk verzet kunnen toebrengen en hij is van plan die door te spelen aan de Gestapo. Antoine verschuilt zich onder een koetspoort en wacht daar tot Von Rompsay zal voorbijrijden. Tijdens het wachten vraagt Antoine zich af of de aanslag al dan niet zal lukken en wat er met hem, met Anne en met Jean dan zal gebeuren. 
Beide mogelijkheden worden in het verhaal uitgebeeld, het ene scenario in kleur, het andere in zwart-wit.

## Rolverdeling
| Acteur                | Personage          |
| --------------------- | ------------------ |
| Pierre Clémenti       | Antoine Desvrières |
| Jacques Spiesser      | Jean Rimbert       |
| Claude Rich           | Morin              |
| Marie-Hélène Breillat | Anne               |
| Jean Desailly         | Desvrières         |
| Pierre Vaneck         | Werner von Rompsay |
| Hans Verner           | Brauner            |
| Jean Lanier           |                    |
| Juliette Mills        | Micheline          |
| Brigitte Fossey       | Ursula             |
| René Kolldehoff       | Helmut             |
| Conrad Von Bork       | Hans               |